# Federico Philippi
Federico Philippi (n. Friedrich Heinrich Eunom Philippi Krumwiede, 16 de diciembre de 1838-16 de enero de 1910) fue un naturalista chileno, nacido en Nápoles y estudió ciencias naturales allí.

## Biografía
Era hijo del naturalista Rodulfo Amando Philippi que había migrado a Chile, y de Caroline Krumwiede. Con su padre trabajó explorando todo Chile. El padre escribió 453 artículos, y el hijo 109; en latín, castellano, y alemán. Federico era de colectar más, que su padre describía.

### Familia
Federico Philippi tuvo cinco hijos en total. Otto, Carlos y Amando de apellidos Philippi Westermeyer (hijos con Johanne Karoline Wilhelmine Westermeyer Wegener, con quien se casó el 12 de marzo de 1865), y Elizabeth y Julio de apellidos Philippi Bihl (hijos con Pauline Bihl, con quien se casó el 28 de octubre de 1875).
Está sepultado junto a su padre Rodulfo Amando en el patio de disidentes del Cementerio General de Santiago.
Su hija Elizabeth Philippi se casó con el profesor de medicina de la Universidad de Chile Aureliano Oyarzún Navarro.

### Vida profesional
Sucesor de su padre en la Cátedra de Historia Natural en la Universidad de Chile; Profesor de Botánica de la Universidad de Chile y del Instituto Nacional; Director del Jardín Botánico a partir del 1 de mayo de 1883, sucediendo a su padre y del Museo Nacional de Historia Natural entre 1897 y 1910.

## Labor en el MNHN

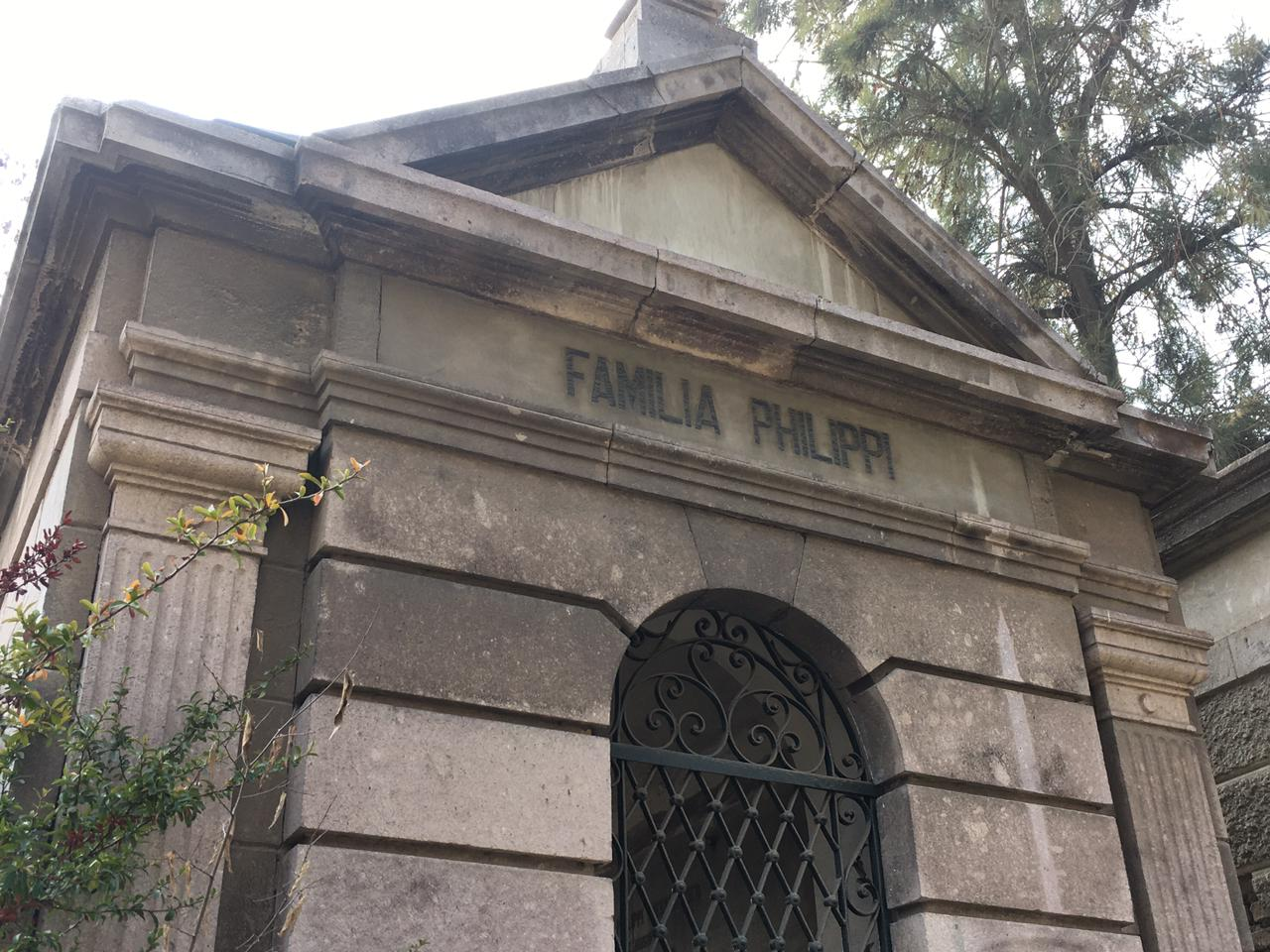
Mausoleo de la familia Philippi, ubicado en el Patio de los Disidentes del Cementerio General, en Santiago de Chile.

Federico Philippi asume como director del Museo Nacional de Historia Natural, sucediendo a su padre, Rodulfo Philippi, quien el 10 de abril de 1897 se acogió a jubilación. Federico ejercía desde 1889 la jefatura de la sección de Botánica del museo, la que dejó a cargo de Carlos Reiche, una vez que Philippi asumió la dirección del MNHN. Entre los avances que se dieron mientras Federico Philippi lo dirigió, se puede contar la llegada del primer bibliotecario a la institución, en 1900, época en que la biblioteca del museo contaba con 2200 volúmenes. Asimismo, en 1884, Federico Philippi solicitó al gobierno chileno la realización de una expedición científica para explorar la entonces recién incorporada provincia de Tarapacá, obtenida luego de la Guerra del Pacífico.
Philippi debió hacer frente al terremoto ocurrido en la noche del 16 de agosto de 1906, que afectó seriamente al edificio del MNHN. Al día siguiente el propio Philippi estaba con sus manos desenterrando colecciones y rescatando piezas y objetos de los escombros. La destrucción del edificio obligó a emprender labores de reconstrucción que tomaron dos años, quedando refaccionado en 1908, año en que se celebró un congreso científico en el museo. Otro hito importante de la gestión de Federico Philippi fue la creación del Boletín del Museo Nacional, publicación que se sigue editando en la actualidad. Su labor como director del MNHN se interrumpió con su fallecimiento, el 16 de enero de 1910. Bernardo Gotschlich recuerda la rutina diaria de Philippi en el museo, 

«El Director, señor Federico Philippi, era el primero en llegar al Museo, i el último en retirarse, aun en los días de ríjido invierno, en vano le aconsejábamos que se cuidara. Pasaba a la oficina de los Jefes de Sección para consultar con ellos los trabajos que debían hacerse o que se estaban haciendo; era el consultor de todos, a pesar que a todos dejaba libertad de acción en su especialidad; este es uno de sus mayores méritos i, sin embargo, podemos afirmar, sin temor de equivocarnos, que todo se hacia a voluntad de él; porque unja simple insinuación u opinión suya, era respetada, porque siempre era conveniente i atinada. Velaba constantemente por la salud de sus subalternos; cualquier signo de alteración en la salud que presentaran, le alarmaba, más que la suya propia».

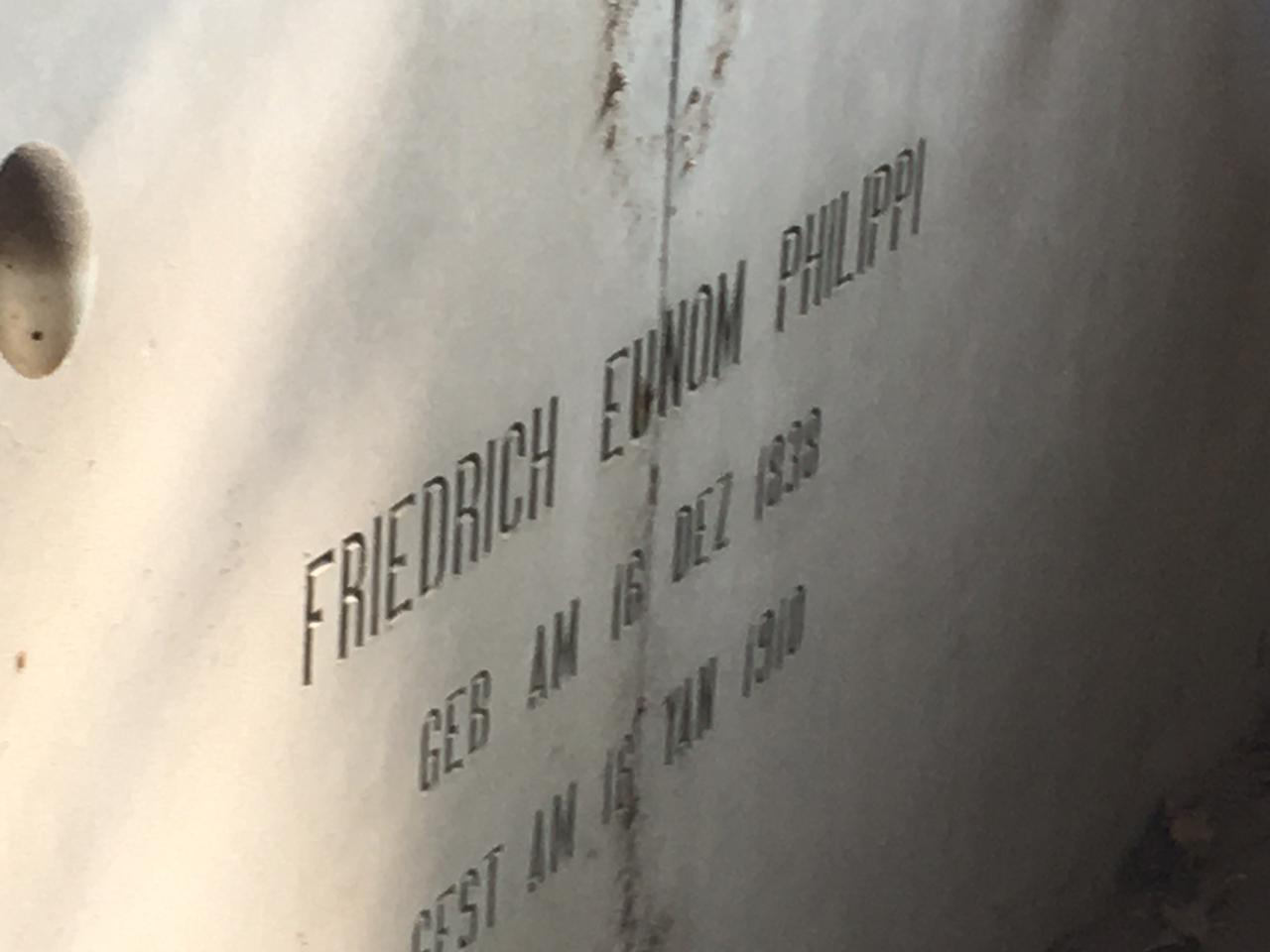
Tumba de Federico Philippi en el Cementerio General de Santiago de Chile.

Federico Philippi fue sucedido en el cargo por Eduardo Moore Bravo. Su legado reside en haber sido un continuador de la obra de Claudio Gay y de su padre, incrementando y organizando las colecciones del museo y consolidándolo como autoridad científica de Chile, además de fortalecer la labor de investigación científica, al ligar al museo con diversas instituciones, fomentando el intercambio de material y publicaciones.

## Obra

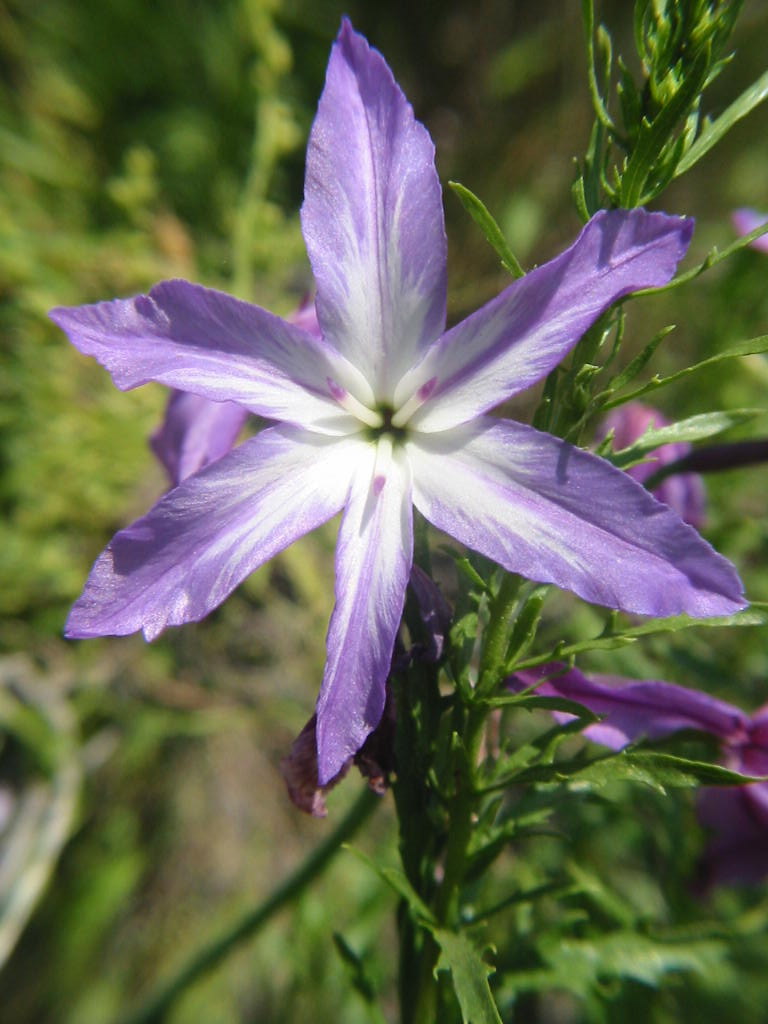
Leucocoryne coquimbensis.

Publicó 33 especies nuevas, entre ellas Leucocoryne coquimbensis. Legó todas sus colecciones y escritos al Museo.

### Algunas publicaciones
- 1896. Descripción de los mamíferos traídos del viaje de esploracion a Tarapacá, hecho por orden del gobierno en el verano de 1884 a 1885, por Federico Philippi. Vol. 13 An. del Museo Nacional de Chile: 1ª sección: zoolojía. Co Rudolph Amandus Philippi, 24 pp.

- 1893. Un nuevo marsupial chileno

- 1887. Escrecencias de la vid i dos insectos dañinos al agricultor. 7 pp.

- 1884. Memoria i catálogo de las plantas cultivadas en el Jardín Botánico hasta el 10 de mayo de 1884. Ed. 	Impr. Nacional, 83 pp.

- 1875. La flora de las islas San Ambrosio i San Félix

## Honores

### Eponimia
- (Aizoaceae) Conophytum philippii L.Bolus[10]

- (Aizoaceae) Tetragonia philippii V.V.Byalt[11]

- (Alliaceae) Tristagma philippii Gand.[12]

- La abreviatura «F.Phil.» se emplea para indicar a Federico Philippi como autoridad en la descripción y clasificación científica de los vegetales.[13]